# Herman Georg Moltke
Herman Georg Moltke (7. februar 1789 i Christianssand – 16. oktober 1854 i Nyborg) var en dansk embedsmand og kammerherre, far til Anton og Fritz Moltke.
Han var søn af statminister Frederik Moltke, blev 1807 student (privat dimitteret), 1809 hofjunker, 1812 cand. jur. og samme år kammerjunker. Samme år blev Moltke auskultant i Højesteret uden votum, og i marts 1813 sekretær hos greve Carl Emil Moltke på dennes gesandtfærd til det russiske hovedkvarter i Tyskland. 1816 blev Moltke herredsfoged og skriver i Vindinge Herred og 1841 kammerherre.
14. marts 1818 ægtede han i Christiansborg Slotskirke Anna Sophie Juliane Margrethe Hauch (13. januar 1794 (ifølge folketælling 1845 i Frederikshald) – 3. februar 1880 i Nyborg), datter af Johan Christian Hauch.